# UEFA Champions League 2006-2007
La UEFA Champions League 2006-2007 è stata la 52ª edizione, la 15ª con la denominazione attuale, del massimo torneo di calcio europeo per squadre di club maggiori maschili organizzato dall'UEFA.
Il trofeo è stato vinto dal Milan, che nella finale disputata il 23 maggio 2007 allo Stadio Olimpico di Atene ha battuto il Liverpool per 2-1 con una doppietta di Filippo Inzaghi, cui ha fatto seguito un gol di Dirk Kuijt.
Come squadra vincitrice, il Milan ha ottenuto anche il diritto di partecipare alla Supercoppa UEFA 2007 e alla Coppa del mondo per club FIFA 2007.

## Formula

### Compagini ammesse
A questa edizione prendono parte 74 squadre di 50 delle 53 federazioni affiliate all'UEFA (è esclusa la federazione del Liechtenstein in quanto non organizza una competizione nazionale) secondo la seguente tabella:
| Posizione della federazione in base al coefficiente UEFA 2005 | Numero di squadre partecipanti |
| ------------------------------------------------------------- | ------------------------------ |
| 1-3                                                           | 4                              |
| 4-6                                                           | 3                              |
| 7-15                                                          | 2                              |
| 16-52                                                         | 1                              |

### Sistema di qualificazione alla fase a gironi

#### Schema dei preliminari
- 1º turno preliminare (24 squadre):
  - 24 club campioni nazionali dai paesi con posizione 26-50
- 2º turno preliminare (28 squadre):
  - 12 vincitori del primo turno preliminare
  - 10 club campioni nazionali dai paesi con posizione 16-25
  - 6 club secondi nel campionato nazionale dei paesi con posizione 10-15
- 3º turno preliminare (32 squadre):
  - 14 vincitori del secondo turno preliminare
  - 6 club campioni nazionali dei paesi con posizione 10-15
  - 3 club secondi nel campionato nazionale dei paesi con posizione 7-9
  - 6 club terzi nel campionato nazionale dei paesi con posizione 1-6
  - 3 club quarti nel campionato nazionale dei paesi con posizione 1-3

#### Schema delle squadre qualificate
- Detentori del trofeo
- 16 vincitori del terzo turno preliminare (i 16 sconfitti accedono al primo turno della Coppa UEFA 2006-2007)
- 6 club secondi nel campionato nazionale dei paesi con posizione 1-6
- 9 club campioni nazionali dei paesi con posizione 1-9

### Fase a gironi
Se due o più squadre di uno stesso gruppo si trovano a pari punti alla fine degli incontri della fase a gironi, sono applicati i seguenti criteri per stabilire la classifica del gruppo stesso:
1. Il più alto numero di punti ottenuti contro le squadre in questione nella fase a gironi (classifica avulsa);
2. La più alta differenza reti ottenuta contro le squadre in questione nella fase a gironi (classifica avulsa);
3. Il più alto numero di reti segnate fuori casa contro le squadre in questione nella fase a gironi (classifica avulsa);
4. La più alta differenza reti in tutte le partite giocate nella fase a gironi;
5. Il più alto numero di reti segnate in tutte le partite nella fase a gironi;
6. Il più alto coefficiente UEFA di luglio 2006.

Accederanno agli ottavi di finale le 16 squadre che si classificheranno prime o seconde nel rispettivo gruppo. Le squadre classificatesi terze accederanno ai sedicesimi di finale della  UEFA Europa League.

### Fase a eliminazione diretta
Gli ottavi di finale, i quarti di finale e le semifinali si disputano con gare di andata e ritorno mentre la finale si disputa con partita unica. Tutti gli accoppiamenti del tabellone sono sorteggiati.

## Date
| Fase                        | Turno            | Sorteggio                    | Andata                                    | Ritorno                                   |
| --------------------------- | ---------------- | ---------------------------- | ----------------------------------------- | ----------------------------------------- |
| Preliminari                 | Primo turno      | 3 luglio 2006 (Nyon)         | 11-12 luglio 2006                         | 18-19-20 luglio 2006                      |
| Preliminari                 | Secondo turno    | 3 luglio 2006 (Nyon)         | 25-26 luglio 2006                         | 1º-2 agosto 2006                          |
| Preliminari                 | Terzo turno      | 28 luglio 2006 (Nyon)        | 8-9 agosto 2006                           | 22-23 agosto 2006                         |
| Fase a gironi               | Prima giornata   | 24 agosto 2006 (Monte Carlo) | 12-13 settembre 2006                      | 12-13 settembre 2006                      |
| Fase a gironi               | Seconda giornata | 24 agosto 2006 (Monte Carlo) | 26-27 settembre 2006                      | 26-27 settembre 2006                      |
| Fase a gironi               | Terza giornata   | 24 agosto 2006 (Monte Carlo) | 17-18 ottobre 2006                        | 17-18 ottobre 2006                        |
| Fase a gironi               | Quarta giornata  | 24 agosto 2006 (Monte Carlo) | 31 ottobre-1º novembre 2006               | 31 ottobre-1º novembre 2006               |
| Fase a gironi               | Quinta giornata  | 24 agosto 2006 (Monte Carlo) | 21-22 novembre 2006                       | 21-22 novembre 2006                       |
| Fase a gironi               | Sesta giornata   | 24 agosto 2006 (Monte Carlo) | 5-6 dicembre 2006                         | 5-6 dicembre 2006                         |
| Fase a eliminazione diretta | Ottavi di finale | 15 dicembre 2006 (Nyon)      | 20-21 febbraio 2007                       | 6-7 marzo 2007                            |
| Fase a eliminazione diretta | Quarti di finale | 9 marzo 2007 (Nyon)          | 3-4 aprile 2007                           | 10-11 aprile 2007                         |
| Fase a eliminazione diretta | Semifinali       | 9 marzo 2007 (Nyon)          | 24-25 aprile 2007                         | 1º-2 maggio 2007                          |
| Fase a eliminazione diretta | Finale           | 9 marzo 2007 (Nyon)          | 23 maggio 2007 (Stadio Olimpico di Atene) | 23 maggio 2007 (Stadio Olimpico di Atene) |

## Squadre partecipanti
I club sono stati ordinati in base al loro coefficiente UEFA. Accanto ad ogni club è riportata la posizione in classifica nei loro rispettivi campionati.

(in grassetto) Campione in carica.
| Fase a gironi          | Fase a gironi         | Fase a gironi          | Fase a gironi            |
| ---------------------- | --------------------- | ---------------------- | ------------------------ |
| Barcellona (1º)        | Manchester Utd (2º)   | Roma (2º)              | Sporting Lisbona (2º)    |
| Inter (1º)             | Olympique Lione (1º)  | Bayern Monaco (1º)     | Bordeaux (2º)            |
| Real Madrid (2º)       | Porto (1º)            | Werder Brema (2º)      | Olympiacos (1º)          |
| Chelsea (1º)           | PSV Eindhoven (1º)    | Celtic (1º)            | Anderlecht (1º)          |
| Terzo turno            |                       |                        |                          |
| Milan (3º)             | Lilla (3º)            | Galatasaray (1º)       | Osasuna (4º)             |
| Liverpool (3º)         | Benfica (3º)          | Amburgo (3º)           | Chievo (4º)              |
| Arsenal (4º)           | CSKA Mosca (1º)       | Slovan Liberec (1º)    | Maccabi Haifa (1º)       |
| Valencia (3º)          | AEK Atene (2º)        | Austria Vienna (1º)    | Standard Liegi (2º)      |
| Ajax (2º)              | Šachtar (1º)          |                        |                          |
| Secondo turno          |                       |                        |                          |
| Steaua Bucarest (1º)   | Dinamo Zagabria (1º)  | Debrecen (1º)          | Red Bull Salisburgo (2º) |
| Dinamo Kiev (2º)       | Stella Rossa (1º)     | Vålerenga (1º)         | Ružomberok (1º)          |
| Levski Sofia (1º)      | Hearts (2º)           | Zurigo (1º)            | Mladá Boleslav (2º)      |
| Fenerbahçe (2º)        | Copenaghen (1º)       | Djurgården (1º)        |                          |
| Spartak Mosca (2º)     | Legia Varsavia (1º)   |                        |                          |
| Primo turno            |                       |                        |                          |
| Apollōn Limassol (1º)  | Birkirkara (1º)       | Šachcër Salihorsk (1º) | B36 Tórshavn (1º)        |
| Gorica (1º)            | Sheriff Tiraspol (1º) | Aqtöbe (1º)            | The New Saints (1º)      |
| MyPa (1º)              | Rabotnički (1º)       | Elbasani (1º)          | P'yownik (1º)            |
| Široki Brijeg (1º)     | FC Baku (1º)          | TVMK Tallinn (1º)      | Linfield (1º)            |
| FH Hafnarfjörður (1º)  | Ekranas (1º)          | Sioni Bolnisi (1º)     | F91 Dudelange (1º)       |
| Metalurgs Liepāja (1º) | Cork City (1º)        |                        |                          |

## Risultati

### Preliminari

#### Primo turno
| Squadra 1         | Totale | Squadra 2        | Andata | Ritorno |
| ----------------- | ------ | ---------------- | ------ | ------- |
| Elbasani          | 1 - 3  | Ekranas          | 1 - 0  | 0 - 3   |
| TVMK Tallinn      | 3 - 4  | FH Hafnarfjörður | 2 - 3  | 1 - 1   |
| Metalurgs Liepāja | 2 - 1  | Aqtöbe           | 1 - 0  | 1 - 1   |
| MyPa              | 2 - 0  | The New Saints   | 1 - 0  | 1 - 0   |
| Cork City         | 2 - 1  | Apollōn Limassol | 1 - 0  | 1 - 1   |
| Sioni Bolnisi     | 2 - 1  | FC Baku          | 2 - 0  | 0 - 1   |
| F91 Dudelange     | 0 - 1  | Rabotnički       | 0 - 1  | 0 - 0   |
| Šachcër Salihorsk | 0 - 2  | Široki Brijeg    | 0 - 1  | 0 - 1   |
| Birkirkara        | 2 - 5  | B36 Tórshavn     | 0 - 3  | 2 - 2   |
| Linfield          | 3 - 5  | Gorica           | 1 - 3  | 2 - 2   |
| P'yownik          | 0 - 2  | Sheriff Tiraspol | 0 - 0  | 0 - 2   |

#### Secondo turno
| Squadra 1         | Totale      | Squadra 2           | Andata | Ritorno |
| ----------------- | ----------- | ------------------- | ------ | ------- |
| Gorica            | 0 - 5       | Steaua Bucarest     | 0 - 2  | 0 - 3   |
| Levski Sofia      | 4 - 0       | Sioni Bolnisi       | 2 - 0  | 2 - 0   |
| Zurigo            | 2 - 3       | Red Bull Salisburgo | 2 - 1  | 0 - 2   |
| Djurgården        | 2 - 3       | Ružomberok          | 1 - 0  | 1 - 3   |
| Debrecen          | 2 - 5       | Rabotnički          | 1 - 1  | 1 - 4   |
| Cork City         | 0 - 4       | Stella Rossa        | 0 - 1  | 0 - 3   |
| Fenerbahçe        | 9 - 0       | B36 Tórshavn        | 4 - 0  | 5 - 0   |
| Mladá Boleslav    | 5 - 3       | Vålerenga           | 3 - 1  | 2 - 2   |
| Sheriff Tiraspol  | 1 - 1 (gfc) | Spartak Mosca       | 1 - 1  | 0 - 0   |
| Metalurgs Liepāja | 1 - 8       | Dinamo Kiev         | 1 - 4  | 0 - 4   |
| FH Hafnarfjörður  | 0 - 3       | Legia Varsavia      | 0 - 1  | 0 - 2   |
| Copenaghen        | 4 - 2       | MyPa                | 2 - 0  | 2 - 2   |
| Ekranas           | 3 - 9       | Dinamo Zagabria     | 1 - 4  | 2 - 5   |
| Hearts            | 3 - 0       | Široki Brijeg       | 3 - 0  | 0 - 0   |

#### Terzo turno
| Squadra 1           | Totale      | Squadra 2       | Andata | Ritorno |
| ------------------- | ----------- | --------------- | ------ | ------- |
| Slovan Liberec      | 1 - 2       | Spartak Mosca   | 0 - 0  | 1 - 2   |
| Šachtar             | 4 - 2       | Legia Varsavia  | 1 - 0  | 3 - 2   |
| Red Bull Salisburgo | 1 - 3       | Valencia        | 1 - 0  | 0 - 3   |
| Levski Sofia        | 4 - 2       | Chievo          | 2 - 0  | 2 - 2   |
| Hearts              | 1 - 5       | AEK Atene       | 1 - 2  | 0 - 3   |
| CSKA Mosca          | 5 - 0       | Ružomberok      | 3 - 0  | 2 - 0   |
| Milan               | 3 - 1       | Stella Rossa    | 1 - 0  | 2 - 1   |
| Galatasaray         | 6 - 3       | Mladá Boleslav  | 5 - 2  | 1 - 1   |
| Standard Liegi      | 3 - 4       | Steaua Bucarest | 2 - 2  | 1 - 2   |
| Austria Vienna      | 1 - 4       | Benfica         | 1 - 1  | 0 - 3   |
| Dinamo Zagabria     | 1 - 5       | Arsenal         | 0 - 3  | 1 - 2   |
| Copenaghen          | 3 - 2       | Ajax            | 1 - 2  | 2 - 0   |
| Amburgo             | 1 - 1 (gfc) | Osasuna         | 0 - 0  | 1 - 1   |
| Dinamo Kiev         | 5 - 3       | Fenerbahçe      | 3 - 1  | 2 - 2   |
| Liverpool           | 3 - 2       | Maccabi Haifa   | 2 - 1  | 1 - 1   |
| Lilla               | 4 - 0       | Rabotnički      | 3 - 0  | 1 - 0   |

### Fase a gironi

#### Gruppo A
|              | FCB   | CFC   | BRE   | LEV   |
| Barcellona   |       | 2 - 2 | 2 - 0 | 5 - 0 |
| Chelsea      | 1 - 0 |       | 2 - 0 | 2 - 0 |
| Werder Brema | 1 - 1 | 1 - 0 |       | 2 - 0 |
| Levski Sofia | 0 - 2 | 1 - 3 | 0 - 3 |       |

| Squadra      | P.ti | G | V | P | S | RF | RS | DR  |
| ------------ | ---- | - | - | - | - | -- | -- | --- |
| Chelsea      | 13   | 6 | 4 | 1 | 1 | 10 | 4  | +6  |
| Barcellona   | 11   | 6 | 3 | 2 | 1 | 12 | 4  | +8  |
| Werder Brema | 10   | 6 | 3 | 1 | 2 | 7  | 5  | +2  |
| Levski Sofia | 0    | 6 | 0 | 0 | 6 | 1  | 17 | -16 |

- Chelsea e   Barcellona qualificate agli ottavi di finale.
- Werder Brema ammesso alla Coppa UEFA 2006-2007.

#### Gruppo B
|                  | INT   | BAY   | SPO   | SPK   |
| Inter            |       | 0 - 2 | 1 - 0 | 2 - 1 |
| Bayern Monaco    | 1 - 1 |       | 0 - 0 | 4 - 0 |
| Sporting Lisbona | 1 - 0 | 0 - 1 |       | 1 - 3 |
| Spartak Mosca    | 0 - 1 | 2 - 2 | 1 - 1 |       |

| Squadra          | P.ti | G | V | P | S | RF | RS | DR |
| ---------------- | ---- | - | - | - | - | -- | -- | -- |
| Bayern Monaco    | 12   | 6 | 3 | 3 | 0 | 10 | 3  | +7 |
| Inter            | 10   | 6 | 3 | 1 | 2 | 5  | 5  | 0  |
| Spartak Mosca    | 5    | 6 | 1 | 2 | 3 | 7  | 11 | -4 |
| Sporting Lisbona | 5    | 6 | 1 | 2 | 3 | 3  | 6  | -3 |

- Bayern Monaco e   Inter qualificate agli ottavi di finale.
- Spartak Mosca ammesso alla Coppa UEFA 2006-2007.

#### Gruppo C
|               | LIV   | PSV   | BOR   | GAL   |
| Liverpool     |       | 2 - 0 | 3 - 0 | 3 - 2 |
| PSV Eindhoven | 0 - 0 |       | 1 - 3 | 2 - 0 |
| Bordeaux      | 0 - 1 | 0 - 1 |       | 3 - 1 |
| Galatasaray   | 3 - 2 | 1 - 2 | 0 - 0 |       |

| Squadra     | P.ti | G | V | P | S | RF | RS | DR |
| ----------- | ---- | - | - | - | - | -- | -- | -- |
| Liverpool   | 13   | 6 | 4 | 1 | 1 | 11 | 5  | +6 |
| PSV         | 10   | 6 | 3 | 1 | 2 | 6  | 6  | 0  |
| Bordeaux    | 7    | 6 | 2 | 1 | 3 | 6  | 7  | -1 |
| Galatasaray | 4    | 6 | 1 | 1 | 4 | 7  | 12 | -5 |

- Liverpool e   PSV qualificate agli ottavi di finale.
- Bordeaux ammesso alla Coppa UEFA 2006-2007.

#### Gruppo D
|            | VAL   | ROM   | OLY   | ŠAC   |
| Valencia   |       | 2 - 1 | 2 - 0 | 2 - 0 |
| Roma       | 1 - 0 |       | 1 - 1 | 4 - 0 |
| Olympiacos | 2 - 4 | 0 - 1 |       | 1 - 1 |
| Šachtar    | 2 - 2 | 1 - 0 | 2 - 2 |       |

| Squadra    | P.ti | G | V | P | S | RF | RS | DR |
| ---------- | ---- | - | - | - | - | -- | -- | -- |
| Valencia   | 13   | 6 | 4 | 1 | 1 | 12 | 6  | +6 |
| Roma       | 10   | 6 | 3 | 1 | 2 | 8  | 4  | +2 |
| Šachtar    | 6    | 6 | 1 | 3 | 2 | 6  | 11 | -5 |
| Olympiacos | 3    | 6 | 0 | 3 | 3 | 6  | 11 | -5 |

- Valencia e   Roma qualificate agli ottavi di finale.
- Šachtar ammesso alla Coppa UEFA 2006-2007.

#### Gruppo E
|                 | MAD   | OL    | STE   | DIN   |
| Real Madrid     |       | 2 - 2 | 1 - 0 | 5 - 1 |
| O. Lione        | 2 - 0 |       | 1 - 1 | 1 - 0 |
| Steaua Bucarest | 1 - 4 | 0 - 3 |       | 1 - 1 |
| Dinamo Kiev     | 2 - 2 | 0 - 3 | 1 - 4 |       |

| Squadra         | P.ti | G | V | P | S | RF | RS | DR  |
| --------------- | ---- | - | - | - | - | -- | -- | --- |
| Olympique Lione | 14   | 6 | 4 | 2 | 0 | 12 | 3  | +9  |
| Real Madrid     | 11   | 6 | 3 | 2 | 1 | 14 | 8  | +6  |
| Steaua Bucarest | 5    | 6 | 1 | 2 | 3 | 7  | 11 | -4  |
| Dinamo Kiev     | 2    | 6 | 0 | 2 | 4 | 5  | 16 | -11 |

- Olympique Lione e   Real Madrid qualificate agli ottavi di finale.
- Steaua Bucarest ammesso alla Coppa UEFA 2006-2007.

#### Gruppo F
|                | MAN   | CEL   | BEN   | KOB   |
| Manchester Utd |       | 3 - 2 | 3 - 1 | 3 - 0 |
| Celtic         | 1 - 0 |       | 3 - 0 | 1 - 0 |
| Benfica        | 0 - 1 | 3 - 0 |       | 3 - 1 |
| Copenaghen     | 1 - 0 | 3 - 1 | 0 - 0 |       |

| Squadra        | P.ti | G | V | P | S | RF | RS | DR |
| -------------- | ---- | - | - | - | - | -- | -- | -- |
| Manchester Utd | 12   | 6 | 4 | 0 | 2 | 10 | 5  | +5 |
| Celtic         | 9    | 6 | 3 | 0 | 3 | 8  | 9  | -1 |
| Benfica        | 7    | 6 | 2 | 1 | 3 | 7  | 8  | -1 |
| Copenaghen     | 7    | 6 | 2 | 1 | 3 | 5  | 8  | -3 |

- Manchester Utd e   Celtic qualificate agli ottavi di finale.
- Benfica ammesso alla Coppa UEFA 2006-2007.

#### Gruppo G
|            | ARS   | POR   | CSK   | HAM   |
| Arsenal    |       | 2 - 0 | 0 - 0 | 3 - 1 |
| Porto      | 0 - 0 |       | 0 - 0 | 4 - 1 |
| CSKA Mosca | 1 - 0 | 0 - 2 |       | 1 - 0 |
| Amburgo    | 1 - 2 | 1 - 3 | 3 - 2 |       |

| Squadra    | P.ti | G | V | P | S | RF | RS | DR |
| ---------- | ---- | - | - | - | - | -- | -- | -- |
| Arsenal    | 11   | 6 | 3 | 2 | 1 | 9  | 4  | +5 |
| Porto      | 11   | 6 | 3 | 2 | 1 | 7  | 3  | +4 |
| CSKA Mosca | 8    | 6 | 2 | 2 | 2 | 4  | 5  | -1 |
| Amburgo    | 3    | 6 | 1 | 0 | 5 | 7  | 15 | -8 |

- Arsenal e   Porto qualificate agli ottavi di finale.
- CSKA Mosca ammesso alla Coppa UEFA 2006-2007.

#### Gruppo H
|            | MIL   | LIL   | AEK   | AND   |
| Milan      |       | 0 - 2 | 3 - 0 | 4 - 1 |
| Lilla      | 0 - 0 |       | 3 - 1 | 2 - 2 |
| AEK Atene  | 1 - 0 | 1 - 0 |       | 1 - 1 |
| Anderlecht | 0 - 1 | 1 - 1 | 2 - 2 |       |

| Squadra    | P.ti | G | V | P | S | RF | RS | DR |
| ---------- | ---- | - | - | - | - | -- | -- | -- |
| Milan      | 10   | 6 | 3 | 1 | 2 | 8  | 4  | +4 |
| Lilla      | 9    | 6 | 2 | 3 | 1 | 8  | 5  | +3 |
| AEK Atene  | 8    | 6 | 2 | 2 | 2 | 6  | 9  | -3 |
| Anderlecht | 4    | 6 | 0 | 4 | 2 | 7  | 11 | -4 |

- Milan e   Lilla qualificate agli ottavi di finale.
- AEK Atene ammesso alla Coppa UEFA 2006-2007.

### Fase ad eliminazione diretta

#### Tabellone
|  | Ottavi di finale    | Ottavi di finale | Ottavi di finale | Ottavi di finale |       |               | Quarti di finale | Quarti di finale | Quarti di finale | Quarti di finale |  |                | Semifinali | Semifinali | Semifinali | Semifinali |           |   | Finale | Finale |
|  |                     |                  |                  |                  |       |               |                  |                  |                  |                  |  |                |            |            |            |            |           |   |        |        |
|  | Inter               | 2                | 0                | 2                |       |               |                  |                  |                  |                  |  |                |            |            |            |            |           |   |        |        |
|  | Valencia (gfc)      | 2                | 0                | 2                |       |               |                  |                  |                  |                  |  |                |            |            |            |            |           |   |        |        |
|  | Valencia (gfc)      | 2                | 0                | 2                |       | Chelsea       | 1                | 2                | 3                |                  |  |                |            |            |            |            |           |   |        |        |
|  |                     |                  |                  |                  |       | Chelsea       | 1                | 2                | 3                |                  |  |                |            |            |            |            |           |   |        |        |
|  |                     | Valencia         | 1                | 1                | 2     |               |                  |                  |                  |                  |  |                |            |            |            |            |           |   |        |        |
|  | Porto               | Valencia         | 1                | 1                | 2     | 0             | 1                | 1                |                  |                  |  |                |            |            |            |            |           |   |        |        |
|  | Porto               |                  |                  |                  |       | 0             | 1                | 1                |                  |                  |  |                |            |            |            |            |           |   |        |        |
|  | Chelsea             | 2                | 3                | 5                |       |               |                  |                  |                  |                  |  |                |            |            |            |            |           |   |        |        |
|  | Chelsea             | 2                | 3                | 5                |       |               |                  |                  |                  |                  |  | Chelsea        | 1          | 0          | 1 (1)      |            |           |   |        |        |
|  |                     |                  |                  |                  |       |               |                  |                  |                  |                  |  | Chelsea        | 1          | 0          | 1 (1)      |            |           |   |        |        |
|  |                     | Liverpool (dtr)  | 0                | 1                | 1 (4) |               |                  |                  |                  |                  |  |                |            |            |            |            |           |   |        |        |
|  | PSV Eindhoven       | Liverpool (dtr)  | 0                | 1                | 1 (4) | 1             | 1                | 2                |                  |                  |  |                |            |            |            |            |           |   |        |        |
|  | PSV Eindhoven       |                  |                  |                  |       | 1             | 1                | 2                |                  |                  |  |                |            |            |            |            |           |   |        |        |
|  | Arsenal             | 0                | 1                | 1                |       |               |                  |                  |                  |                  |  |                |            |            |            |            |           |   |        |        |
|  | Arsenal             | 0                | 1                | 1                |       | PSV Eindhoven | 0                | 0                | 0                |                  |  |                |            |            |            |            |           |   |        |        |
|  |                     |                  |                  |                  |       | PSV Eindhoven | 0                | 0                | 0                |                  |  |                |            |            |            |            |           |   |        |        |
|  |                     | Liverpool        | 3                | 1                | 4     |               |                  |                  |                  |                  |  |                |            |            |            |            |           |   |        |        |
|  | Barcellona          | Liverpool        | 3                | 1                | 4     | 1             | 1                | 2                |                  |                  |  |                |            |            |            |            |           |   |        |        |
|  | Barcellona          |                  |                  |                  |       | 1             | 1                | 2                |                  |                  |  |                |            |            |            |            |           |   |        |        |
|  | Liverpool (gfc)     | 2                | 0                | 2                |       |               |                  |                  |                  |                  |  |                |            |            |            |            |           |   |        |        |
|  | Liverpool (gfc)     | 2                | 0                | 2                |       |               |                  |                  |                  |                  |  |                |            |            |            |            | Liverpool | 1 |        |        |
|  |                     |                  |                  |                  |       |               |                  |                  |                  |                  |  |                |            |            |            |            |           | 1 |        |        |
|  |                     | Milan            | 2                |                  |       |               |                  |                  |                  |                  |  |                |            |            |            |            |           |   |        |        |
|  | Roma                | Milan            | 2                | 0                | 2     | 2             |                  |                  |                  |                  |  |                |            |            |            |            |           |   |        |        |
|  | Roma                |                  |                  | 0                | 2     | 2             |                  |                  |                  |                  |  |                |            |            |            |            |           |   |        |        |
|  | Olympique Lione     | 0                | 0                | 0                |       |               |                  |                  |                  |                  |  |                |            |            |            |            |           |   |        |        |
|  | Olympique Lione     | 0                | 0                | 0                |       | Roma          | 2                | 1                | 3                |                  |  |                |            |            |            |            |           |   |        |        |
|  |                     |                  |                  |                  |       | Roma          | 2                | 1                | 3                |                  |  |                |            |            |            |            |           |   |        |        |
|  |                     | Manchester Utd   | 1                | 7                | 8     |               |                  |                  |                  |                  |  |                |            |            |            |            |           |   |        |        |
|  | Lilla               | Manchester Utd   | 1                | 7                | 8     | 0             | 0                | 0                |                  |                  |  |                |            |            |            |            |           |   |        |        |
|  | Lilla               |                  |                  |                  |       | 0             | 0                | 0                |                  |                  |  |                |            |            |            |            |           |   |        |        |
|  | Manchester Utd      | 1                | 1                | 2                |       |               |                  |                  |                  |                  |  |                |            |            |            |            |           |   |        |        |
|  | Manchester Utd      | 1                | 1                | 2                |       |               |                  |                  |                  |                  |  | Manchester Utd | 3          | 0          | 3          |            |           |   |        |        |
|  |                     |                  |                  |                  |       |               |                  |                  |                  |                  |  | Manchester Utd | 3          | 0          | 3          |            |           |   |        |        |
|  |                     | Milan            | 2                | 3                | 5     |               |                  |                  |                  |                  |  |                |            |            |            |            |           |   |        |        |
|  | Celtic              | Milan            | 2                | 3                | 5     | 0             | 0                | 0                |                  |                  |  |                |            |            |            |            |           |   |        |        |
|  | Celtic              |                  |                  |                  |       | 0             | 0                | 0                |                  |                  |  |                |            |            |            |            |           |   |        |        |
|  | Milan (dts)         | 0                | 1                | 1                |       |               |                  |                  |                  |                  |  |                |            |            |            |            |           |   |        |        |
|  | Milan (dts)         | 0                | 1                | 1                |       | Milan         | 2                | 2                | 4                |                  |  |                |            |            |            |            |           |   |        |        |
|  |                     |                  |                  |                  |       | Milan         | 2                | 2                | 4                |                  |  |                |            |            |            |            |           |   |        |        |
|  |                     | Bayern Monaco    | 2                | 0                | 2     |               |                  |                  |                  |                  |  |                |            |            |            |            |           |   |        |        |
|  | Real Madrid         | Bayern Monaco    | 2                | 0                | 2     | 3             | 1                | 4                |                  |                  |  |                |            |            |            |            |           |   |        |        |
|  | Real Madrid         |                  |                  |                  |       | 3             | 1                | 4                |                  |                  |  |                |            |            |            |            |           |   |        |        |
|  | Bayern Monaco (gfc) | 2                | 2                | 4                |       |               |                  |                  |                  |                  |  |                |            |            |            |            |           |   |        |        |

#### Ottavi di finale

##### Sorteggio
Il sorteggio degli Ottavi di finale si è svolto il 16 dicembre 2006 a Nyon presso la sede ufficiale dell'UEFA. In fase di sorteggio sono state tenute presenti le seguenti regole:
- Ogni squadra arrivata prima nel proprio gruppo gioca contro una squadra arrivata seconda e viceversa.
- Squadre della stessa nazione o provenienti dallo stesso gruppo non possono affrontarsi.

Prime classificate:
- Chelsea (girone A)
- Bayern Monaco (girone B)
- Liverpool (girone C)
- Valencia (girone D)
- Olympique Lione (girone E)
- Manchester Utd (girone F)
- Arsenal (girone G)
- Milan (girone H)

Seconde classificate:
- Barcellona (girone A)
- Inter (girone B)
- PSV (girone C)
- Roma (girone D)
- Real Madrid (girone E)
- Celtic (girone F)
- Porto (girone G)
- Lilla (girone H)

Tali accoppiamenti sono stati sorteggiati con il seguente esito:
1. Porto - Chelsea
2. Celtic - Milan
3. PSV Eindhoven - Arsenal
4. Lilla - Manchester Utd
5. Roma - O. Lione
6. Barcellona - Liverpool
7. Inter - Valencia
8. Real Madrid - Bayern Monaco

##### Tabella riassuntiva
| Squadra 1     | Totale      | Squadra 2      | Andata | Ritorno     |
| ------------- | ----------- | -------------- | ------ | ----------- |
| Porto         | 2 - 3       | Chelsea        | 1 - 1  | 1 - 2       |
| Celtic        | 0 - 1       | Milan          | 0 - 0  | 0 - 1 (dts) |
| PSV Eindhoven | 2 - 1       | Arsenal        | 1 - 0  | 1 - 1       |
| Lilla         | 0 - 2       | Manchester Utd | 0 - 1  | 0 - 1       |
| Roma          | 2 - 0       | O. Lione       | 0 - 0  | 2 - 0       |
| Barcellona    | 2 - 2 (gfc) | Liverpool      | 1 - 2  | 1 - 0       |
| Real Madrid   | 4 - 4 (gfc) | Bayern Monaco  | 3 - 2  | 1 - 2       |
| Inter         | 2 - 2 (gfc) | Valencia       | 2 - 2  | 0 - 0       |

#### Sorteggio dei quarti di finale, delle semifinali e della finale
L'esito del sorteggio (senza limitazioni) degli accoppiamenti per i quarti di finale e le semifinali e dell'ordine di abbinamento della finale è stato il seguente:
1. Milan - Bayern Monaco
2. PSV Eindhoven - Liverpool
3. Roma - Manchester Utd
4. Chelsea - Valencia

#### Quarti di finale
| Squadra 1     | Totale | Squadra 2      | Andata | Ritorno |
| ------------- | ------ | -------------- | ------ | ------- |
| Milan         | 4 - 2  | Bayern Monaco  | 2 - 2  | 2 - 0   |
| PSV Eindhoven | 0 - 4  | Liverpool      | 0 - 3  | 0 - 1   |
| Roma          | 3 - 8  | Manchester Utd | 2 - 1  | 1 - 7   |
| Chelsea       | 3 - 2  | Valencia       | 1 - 1  | 2 - 1   |

#### Semifinali
| Squadra 1      | Totale          | Squadra 2 | Andata | Ritorno |
| -------------- | --------------- | --------- | ------ | ------- |
| Chelsea        | 1 - 1 (1-4 dtr) | Liverpool | 1 - 0  | 0 - 1   |
| Manchester Utd | 3 - 5           | Milan     | 3 - 2  | 0 - 3   |

#### Finale
| Arbitro: | Herbert Fandel |

|                  |           |          |
| Inzaghi 45’, 82’ | Marcatori | 89’ Kuyt |

| Milan | Liverpool |

| Milan (4-4-2)   |    |                   |     |       |
|                 |    |                   |     |       |
| P               | 1  | Dida              |     |       |
| D               | 44 | Massimo Oddo      |     |       |
| D               | 13 | Alessandro Nesta  |     |       |
| D               | 3  | Paolo Maldini (C) |     |       |
| D               | 18 | Marek Jankulovski | 54’ | 80’   |
| C               | 8  | Gennaro Gattuso   | 40’ |       |
| C               | 21 | Andrea Pirlo      |     |       |
| C               | 23 | Massimo Ambrosini |     |       |
| C               | 10 | Clarence Seedorf  |     | 90+2’ |
| A               | 22 | Kaká              |     |       |
| A               | 9  | Filippo Inzaghi   |     | 88’   |
| A disposizione: |    |                   |     |       |
| P               | 16 | Željko Kalac      |     |       |
| D               | 2  | Cafu              |     |       |
| D               | 4  | Kakha Kaladze     |     | 80’   |
| D               | 19 | Giuseppe Favalli  |     | 90+2’ |
| C               | 27 | Serginho          |     |       |
| C               | 32 | Cristian Brocchi  |     |       |
| A               | 11 | Alberto Gilardino |     | 88’   |
| Allenatore:     |    |                   |     |       |
| Carlo Ancelotti |    |                   |     |       |

| Liverpool (4-2-3-1) |    |                    |     |     |
|                     |    |                    |     |     |
| P                   | 25 | José Manuel Reina  |     |     |
| D                   | 3  | Steve Finnan       |     | 88’ |
| D                   | 23 | Jamie Carragher    | 60’ |     |
| D                   | 5  | Daniel Agger       |     |     |
| D                   | 6  | John Arne Riise    |     |     |
| C                   | 14 | Xabi Alonso        |     |     |
| C                   | 20 | Javier Mascherano  | 58’ | 78’ |
| C                   | 16 | Jermaine Pennant   |     |     |
| C                   | 8  | Steven Gerrard (C) |     |     |
| C                   | 32 | Boudewijn Zenden   |     | 59’ |
| A                   | 18 | Dirk Kuyt          |     |     |
| A disposizione:     |    |                    |     |     |
| P                   | 1  | Jerzy Dudek        |     |     |
| D                   | 2  | Álvaro Arbeloa     |     | 88’ |
| D                   | 4  | Sami Hyypiä        |     |     |
| C                   | 7  | Harry Kewell       |     | 59’ |
| C                   | 11 | Mark González      |     |     |
| A                   | 15 | Peter Crouch       |     | 78’ |
| A                   | 17 | Craig Bellamy      |     |     |
| Allenatore:         |    |                    |     |     |
| Rafael Benítez      |    |                    |     |     |

|  |

## Classifica marcatori
Sono escluse le gare dei turni preliminari.
Aggiornata al 26 aprile 2012
| Gol |  | Minuti giocati | Giocatore           | Squadra         |
| --- |  | -------------- | ------------------- | --------------- |
| 10  |  | 1142'          | Kaká                | Milan           |
| 6   |  | 576'           | Peter Crouch        | Liverpool       |
| 6   |  | 584'           | Ruud van Nistelrooy | Real Madrid     |
| 6   |  | 620'           | Fernando Morientes  | Valencia        |
| 6   |  | 1055'          | Didier Drogba       | Chelsea         |
| 5   |  | 603'           | Raúl                | Real Madrid     |
| 4   |  | 464'           | Louis Saha          | Manchester Utd  |
| 4   |  | 532'           | Nicolae Dică        | Steaua Bucarest |
| 4   |  | 620'           | Claudio Pizarro     | Bayern Monaco   |
| 4   |  | 673'           | Filippo Inzaghi     | Milan           |
| 4   |  | 702'           | David Villa         | Valencia        |
| 4   |  | 800'           | Francesco Totti     | Roma            |
| 4   |  | 1062'          | Wayne Rooney        | Manchester Utd  |

## Curiosità
Nel 2007, la EA Sports ha pubblicato il videogioco ufficiale della competizione, UEFA Champions League 2006-2007; il gioco è stato reso disponibile per Playstation 2, Playstation Portable, Xbox 360 e Microsoft Windows.